# Sanna Tahvanainen

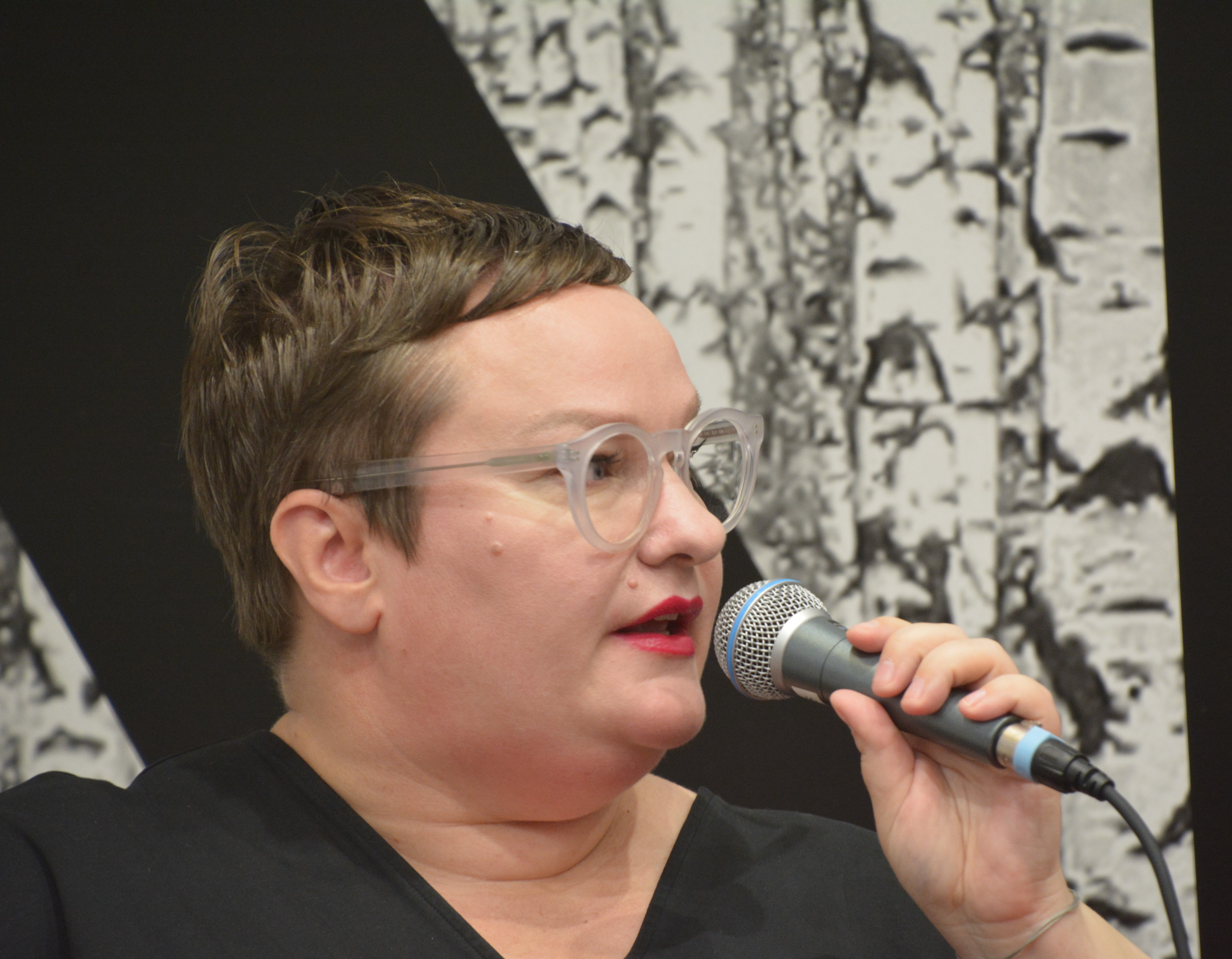
Sanna Tahvanainen auf der Göteborger Buchmesse 2019

Sanna Erika Tahvanainen (* 13. Mai 1975 in Dragsfjärd) ist eine finnlandschwedische Schriftstellerin.

## Leben
Sanna Tahvanainen wuchs zweisprachig auf und schreibt auf Schwedisch. Sie hat ein Masterstudium in Literaturwissenschaft und Gender Studies an der Åbo Akademi abgeschlossen.
Bereits als 19-Jährige debütierte sie mit der Gedichtsammlung Fostren (1994) und veröffentlichte ihren ersten Roman, Silverflickan, 2002. Für den Roman Bär den som en krona wurde sie 2014 mit einem Preis (10000 Euro aus dem Paul Werner Lybecks testamentsfond) der Schwedischen Literaturgesellschaft in Finnland geehrt. Sie schreibt auch Kinderbücher; Dröm om drakar war für den Kinder- und Jugendliteraturpreis des Nordischen Rates 2016 nominiert, Kurre Snobb och popcornen für Kurre Keikari and popcorns für den Runeberg Junior-Preis 2017.
Neben ihrer schriftstellerischen Arbeit schreibt Tahvanen für Hufvudstadsbladet und andere Zeitungen. Für ihren provozierenden Stil wurde sie auch als „Linda Skugge aus Schwedischfinnland“ (Svenskfinlands Linda Skugge) bekannt.
Tahvanainen lebte mehr als zehn Jahre lang in Mariehamn, bevor sie 2013 nach Helsingfors (finnisch Helsinki) umzog. Sie hat eine Tochter.

## Werke

### Lyrik
- 1994 – Fostren
- 1998 – Blunda! Blunda!: prosadikter
- 2000 – Vita näsdukars vatten: prosalyrisk berättelse
- 2006 – Jag vill behålla precis allting
- 2008 – Muskedunder
- 2010 – Allting är amerikanskt

### Prosa
- 2002 – Silverflickan
- 2005 – Alltid skogen
- 2013 – Bär den som en krona
- 2016 – Den lilla svarta
- 2019 – Körsbär i snön
- 2022 – Vad gör fjärilar när det regnar?

### Kinderbücher
- 2011 – Silva och teservicen som fick fötter
- 2015 – Dröm om drakar
- 2017 – Kurre Snobb och popcornen
- 2020 – Min svarta hund
- 2022 – Vilja och valen

## Auszeichnungen (Auswahl)
- 2014 Preis aus dem Paul Werner Lybecks testamentsfond Schwedische Literaturgesellschaft in Finnland